# Partido Republicano Sinn Féin

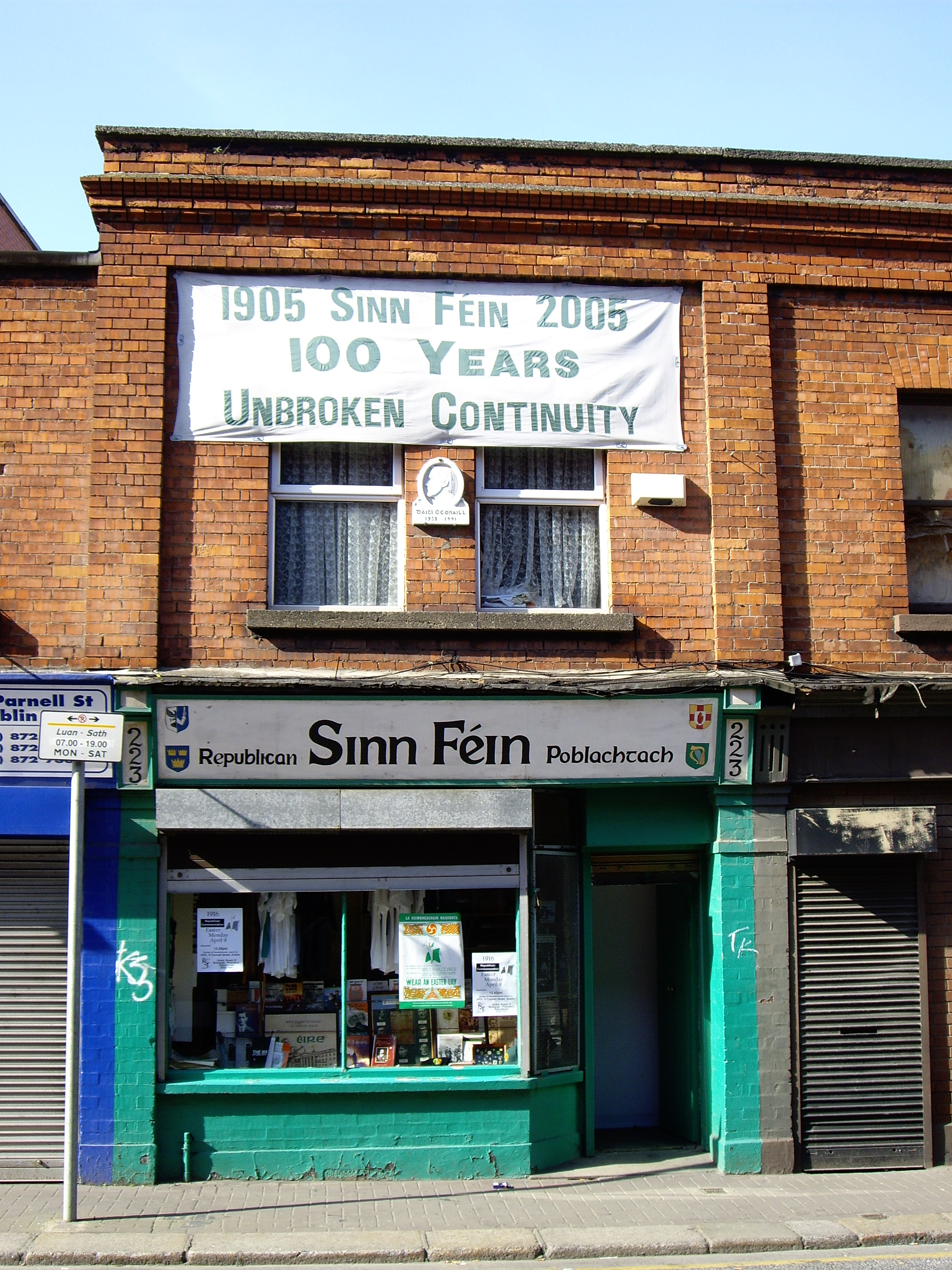
Sede do Partido Republicano Sinn Féin em Dublin.

Republican Sinn Féin (RSF), em irlandês Sinn Féin Poblachtach) é um partido político da Irlanda do Norte. Ainda que seja um movimento importante - o maior movimento republicano nesta data - o RSF não é registrado como partido político seja na Irlanda do norte como também não na República da Irlanda. Surgiu em  1986 como uma cisão no Sinn Féin. O partido se apresenta  como o verdadeiro representante do republicanismo irlandês, defendendo uma forma legitimista mais extrema que denota a rejeição de todo o domínio britânico na Irlanda por meio da negação da legitimidade das entidades políticas da República da Irlanda e da Irlanda do Norte, postulando que a pré-partição da República da Irlanda original continua a existir.